# Duosperma rehmannii
Duosperma rehmannii är en akantusväxtart som först beskrevs av Schinz, och fick sitt nu gällande namn av Vollesen. Duosperma rehmannii ingår i släktet Duosperma och familjen akantusväxter. Inga underarter finns listade i Catalogue of Life.